# Maximiliano Thous
Maximiliano Thous Orts (San Esteban de Pravia, 30 de noviembre de 1875-Valencia, 1947), fue un periodista, escritor y cineasta español. Es el autor de la letra del Himno a la Exposición que se convertiría con el tiempo en el himno de la Comunidad Valenciana, el cual obtuvo la parte musical de manos del maestro José Serrano. Padre de Maximiliano Thous Llorens.

## Biografía
Era hijo del periodista carlista José Joaquín Thous Orts, originario de Benidorm. Nació accidentalmente en Asturias durante la tercera guerra carlista, en la que había tomado parte su padre como coronel, pero de pequeño marchó con su familia a vivir a Valencia.

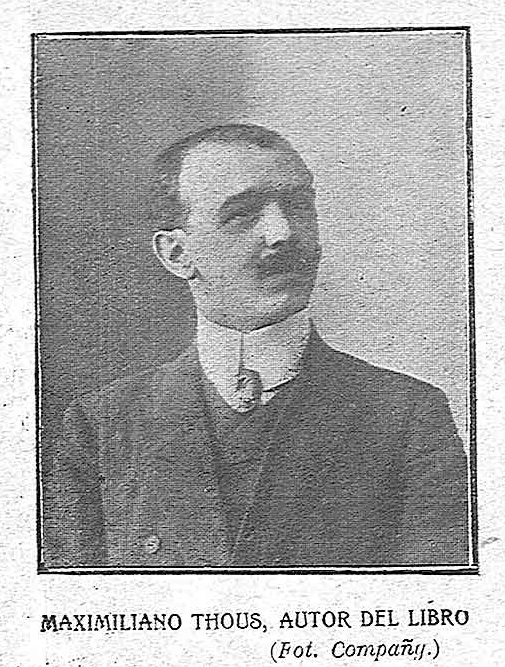
Thous hacia 1904

Estudió derecho a la Universidad de Valencia, pero pronto dejó los estudios y se dedicó al periodismo y a la literatura. Fundó las revistas El Gladiador, El Guante Blanco (1912-1918) y El Sobaquillo, trabajó en El Criterio, El Palleter (dirigida por su tío Gaspar Thous Orts), El Correo Valenciano y dirigió La Correspondencia de Valencia, entre 1918 y 1922, época en la que el diario estaba bajo el control del grupo de Ignacio Villalonga, y en la que utilizó el periódico como órgano oficioso de su partido, Unión Valencianista Regional (URV), del que fue candidato en varias elecciones municipales.
En 1901 obtuvo la flor natural en los Juegos Florales de Valencia y en 1909 compuso con el músico José Serrano Simeón el Himno de la Exposición Regional Valenciana de 1909, del cuya letra es el autor.
Políticamente está vinculado al valencianismo político, y fue candidato a elecciones municipales tanto para Juventud Valencianista (1917) como de Unión Valencianista Regional (1920), y firmó la Declaración Valencianista.
También fue uno de los pioneros del cine en el territorio valenciano, siendo el director de la PACE (Produccióm Artística Cinematográfica Española); ya en 1918 dirigió junto al ventrílocuo valenciano Paco Sanz la película documental Sanz y el secreto de su arte. En 1923, al empezar la dictadura de Primo de Rivera, rodó los films La bruja, en el 24 La Dolores  y La alegría del batallón; en el 25 Nit d'albaes y en 1926 Moros y cristianos.
También rodó cortometrajes como El milagro de las flores de 1918; así como documentales de temática valencianista como: Valencia Cock-tail (1923); Entrada de la Señera en Valencia (1925), Valencia protectora de la infancia (1928), Alicante, (1929) y Valencia, espíritu y acción (1929).
Para organizar la producción de sus películas, incluyendo la consecución de financiación para los proyectos cinematográficos que realizaba, creó la empresa Producción Artística Cinematográfica Española (PACE). Como cineasta pretendió realizar unas películas de carácter popular pero de calidad técnica. Muchas de sus obras tenían detrás obras teatrales, o bien basadas en zarzuelas. Thous utilizó el cine como un medio de expresar la cultura y la identidad valencianas.

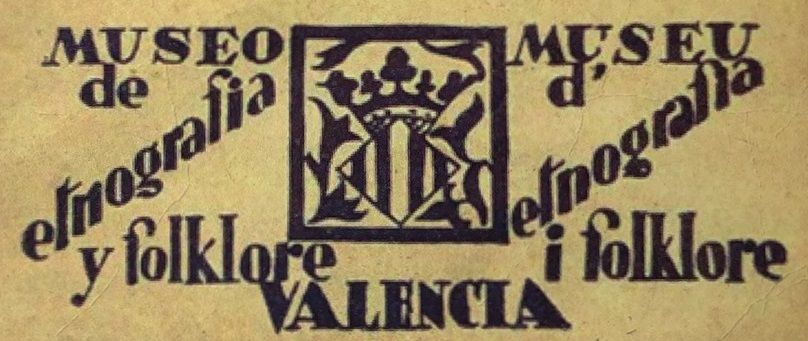
Logotipo del Museo de Etnografía y Folklore

Desde muy pronto se preocupó de la recuperación de bailes y danzas tradicionales de pueblos de las diversas comarcas valencianas; así como de coleccionar piezas etnológicas, que pasaron a formar parte de las exposiciones de lo que sería más tarde el Museo de Etnografía y Folklore, del que llegó a se director durante la Segunda República Española. Tuvo una sección a Unión Radio Valencia (actual Radio Valencia Cadena SER) donde hablaba de costumbres valencianas. Estuvo muy vinculado con la normalización lingüística del valenciano, y dentro del Rat Penat apoyó los intentos normalizadores, tanto de Luis Fullana, en 1914, como de las Normas de Castellón de 1932, de las que fue uno de los firmantes.
También se distinguió como poeta, tanto en castellano como en valenciano, obteniendo varios premios en los certámenes de poesía de los Juegos Florales, donde obtuvo una Flor natural; así como el primer premio del Círculo de Bellas Artes por su poema "L'escala florida".

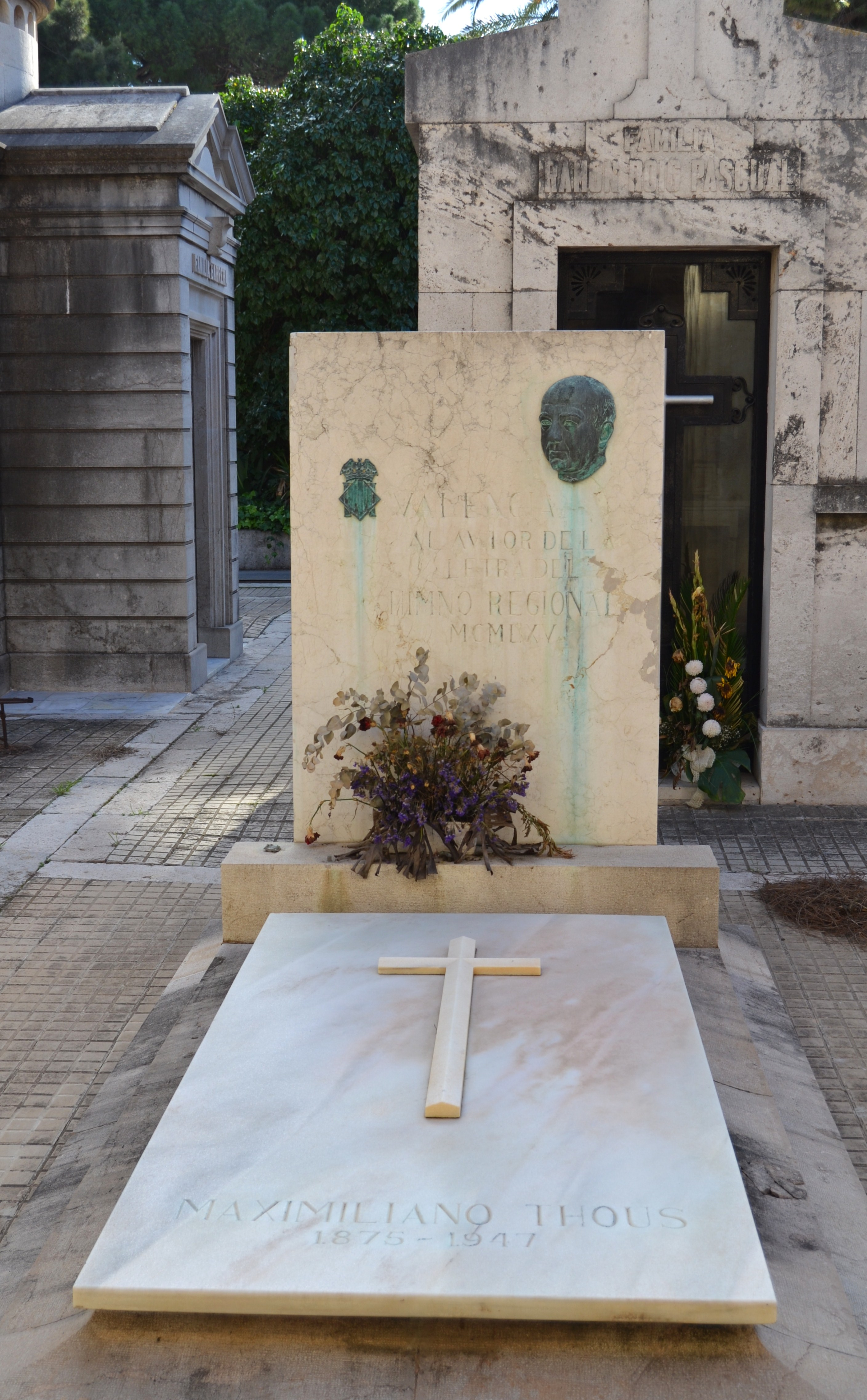
Tumba de Thous en el Cementerio General de Valencia

Al acabar la guerra civil española el museo fue clausurado, Thous fue destituido y desposeído incluso de los derechos de autor del himno.[cita requerida] Todo esto lo dejó moralmente deshecho, y hasta su muerte, a los setenta y dos años de edad, sólo escribió algunos "llibrets de falla". Está enterrado en el cementerio General de Valencia, en la  sección 3ª izquierda. Nicho 528.
En 1949 la sección filológica de Lo Rat Penat le dedicó un homenaje póstumo.

## Obras
Escribió numerosas zarzuelas, sainetes y comedias, algunas de ellas en colaboración con otros artistas como Elías Cerdá, Fausto Hernández Casajuana o Salvador Giner, José Serrano y Miguel Asensi, quienes  proporcionaba la música:
- De Carcaixent i dolces (1896)
- Portfolio de València (1898)
- Moros y cristianos (1905)[15]
- L'escala de Jacob (1907)
- El carro del sol (1911)
- Foc en l'era (1916)
- A la vora del riu, mare (1920)
- Ama, hi ha foc? (1920)
- L'últim lleó (1921)
- El dragó del Patriarca (1931)
- El rei de les anques (1931)
- La cua de la rabosa (1931)